# Seguenziida
Seguenziida zijn een orde van weekdieren uit de klasse van de Gastropoda (slakken).

## Superfamilie
- Seguenzioidea Verrill, 1884